# (1825) Klare
(1825) Klare es un asteroide perteneciente al cinturón de asteroides descubierto por Karl Wilhelm Reinmuth desde el observatorio de Heidelberg-Königstuhl, Alemania, el 31 de agosto de 1954.

## Designación y nombre
Klare se designó inicialmente como 1954 QH.
Posteriormente fue nombrado en honor del astrónomo alemán Gerhard Klare.

## Características orbitales
Klare orbita a una distancia media de 2,678 ua del Sol, pudiendo alejarse hasta 2,986 ua y acercarse hasta 2,369 ua. Su excentricidad es 0,1152 y la inclinación orbital 4,035°. Emplea en completar una órbita alrededor del Sol 1600 días.